# Lokvičići
Lokvičići (in italiano desueto Paludo, anche Loquiz o Loquizzi) è un comune della regione spalatino-dalmata in Croazia. Al 2011 la popolazione stimata risultava di 807 abitanti.

## Località
Il comune di Lokvičići è suddiviso in 2 frazioni (naselja):
- Dolića Draga
- Lokvičići